# Lachnoptera anticlia
Lachnoptera anticlia är en fjärilsart som beskrevs av Jacob Hübner 1816. Lachnoptera anticlia ingår i släktet Lachnoptera och familjen praktfjärilar. Inga underarter finns listade i Catalogue of Life.